# Picea spinulosa
Picea spinulosa là một loài thực vật hạt trần trong họ Thông. Loài này được (Griff.) A.Henry miêu tả khoa học đầu tiên năm 1906.